# Ys I: Ancient Ys Vanished
Ys I: Ancient Ys Vanished (イースI Īsu Wan?) es un videojuego de rol de acción desarrollado por Nihon Falcom en 1987, y la primera entrega de la serie de videojuegos Ys a la cual le sucedieron otras entregas como Ys IV: The Dawn of Ys . Se publicó con ese nombre, con letras «Y», debido a errores de traducción en la versión en inglés.
Inicialmente desarrollado para los sistemas japoneses PC-8801, X1, PC-9801, FM-7/FM-77, FM-77AV y MSX2, Ancient Ys Vanished vio muchas versiones posteriores, como las versiones en idioma inglés para la Master System, DOS, IIGS, y TurboGrafx-16, y remasterizaciones mejoradas de los sistemas como Sega Saturn y Windows. También fue publicado para Nintendo DS, bajo el nombre Ys DS.

## Trama
El héroe de Ys es un espadachín aventurero joven llamado Adol Christin. Adol estudió varios mapas en Promarock y parte a Esteria, pero una tormenta hizo que naufragara. Adol es rescatado por Slaff en Barbado, un puerto cercano a Minea, en la tierra de Esteria. Tras su recuperación, Adol es llamado por Sara, una adivina, que le habla de un gran mal que amenaza a la tierra. Además, la diosa Reah necesita de su armónica plateada.
Adol es informado que debe buscar los seis libros de Ys. Estos libros contienen la historia de la antigua tierra de Ys, y le dará el conocimiento que necesita para derrotar a las fuerzas del mal. Sara le da a Adol un cristal para la identificación y le da instrucciones para encontrar a Jeva en el pueblo Zeptik, que es la clave para la recuperación de uno de los libros. Con eso, su búsqueda comienza. Además, Esteria es una zona minera en donde se excava la plata, un mineral nativo de esta zona.
Uno de los libros es encontrado en un santuario, en donde la diosa Feena es capturada. Tras el rescate y la eventual búsqueda del primer libro, Sara es asesinada por Dark Fact en la ausencia. En Ys DS, Adol también debe investigar el cráter gigante llamado Vageaux-Vardette cuando leyó la carta. Un sacerdote recibió el segundo libro, robado de Dark Fact, que debe entregárselo a Adol, y le informa que el tercero se encuentra en la mina Rastine. 
Durante la investigación de la zona y eventuales combates, se encuentran los objetos plateados y la semilla de Roda en la mina Rastine, que al ingerirla, puede hablar con los dos árboles de Roda fuera de aquella mina que le entregará la espada plateada. Además, Jeva y sus familiares son descendientes del sacerdote Tovah, uno de los que escribió los 6 libros. Eso explica que Jeva puede leer los 6 libros escritos en otro idioma.
La batalla final es en la torre de Darm, en donde se encuentra los libros restantes y Dark Fact tiene el último. La misión de Adol es eliminar a Dark Fact, pero debe romper los sellos y rescatar a la diosa Reah tras un enfrentamiento entre ella y Dark Fact, enviándola a la ladera del piso 16 de aquella torre, no sin antes robar el monoculo que puede leer textos en cualquier idioma. Cuando Adol subió al piso 6, una barrera le envió a la prisión del piso -1, junto con el poeta Luta Gemma, pero Dogi rompe los muros, permitiendo el escape. Dogi envía a Adol a encontrar a Rabah, que tiene el amuleto que rompe esa barrera. 2 libros son encontrados en pisos superiores. Además, Luta es descendiente del sacerdote Gemma, dando a Adol otro amuleto que cancela sellos mágicos. Ya en el piso 16, Adol encuentra a Reah que se encuentra en la prisión de la ladera. Reah le dice a Adol que Dark Fact quiere apoderarse de los libros para conquistar el mundo y además, Dark Fact es débil contra los objetos de plata. Adol debe leer todos los libros tras eliminar a Dark Fact, lo que es transportado automáticamente a Ys, terminando el juego.

## Jugabilidad
El jugador controla a Adol en un campo de juego desde una perspectiva de arriba hacia abajo. A medida que viaja en el campo principal y explora las mazmorras, se encontrará con numerosos enemigos en itinerancia, que debe combatir para avanzar.
El combate en Ys es bastante diferente al de otros videojugos de rol para videoconsolas de la época, donde las batallas eran a menudo por turnos y orientado por menú. Ys cuenta a su vez con un sistema de batalla llamado "Bump", en donde el protagonista simplemente se mueve hacia su enemigo y se causen daños a ambos lados y atacando de frente causa que no solo el atacante hace el mayor daño a sí mismo, sino que al recortar el borde del defensor da un diferenciado éxito. En Ys DS, si usa los controles normales en vez del lapíz táctil, el sistema "Bump" es desactivado, activándose el otro sistema de combate llamado Hack and Slash.
Empieza con HP 20 al nivel 1 y llega al HP 255 por limitaciones técnicas si llega al nivel 10, que es el MAX. Solo la versión oficial de Sharp X68000 llegaba al HP 999 usando el nivelado antiguo de PC88/98 y en Ys DS usa el nuevo nivelado (hasta 24), pero tiene el mismo límite de HP 255.
Para facilitar las cosas, si el jugador deja de moverse, se recupera HP hasta que empieza a moverse de nuevo, llegase al MAX o si fuese atacado, pero solo en exteriores. El aníllo curativo permite recuperar en interiores.

## Diferencias de versiones
Aparte de las diferencias gráficas, el diseño del juego sigue siendo esencialmente el mismo en las versiones de Ys; sin embargo, hay algunas versiones donde los detalles se han cambiado. La versión de Sega Master System, por ejemplo, vio algunas de las zonas que la mazmorra del juego fue volteada horizontalmente (incluyendo algunas pequeñas diferencias de otro tipo).
El más distintivo de los tempranos puertos fue la edición Famicom, que fue publicado por Victor Musical Industries. Esta versión fue una gran partida de la original, con diseños totalmente nuevos para los pueblos, el campo, y las mazmorras, la sustitución de algunos de los temas musicales originales y una nueva secuencia de batalla final. Esta versión es traducida al inglés por sus fanes.
La versión de Sharp X68000 se cambiaron los gráficos y se usarón gráficos 3D prerenderizados en jefes.
Los fanes, disconformes con la versión oficial, aprovecharón adaptar para la misma computadora la versión original de PC88/98.
La versión para el MSX contenía un puñado de los nuevos temas musicales que sustituye parte de los soundtrack del juego original. Algunos de estos temas, junto con un número de pistas sin usar primero compuesto por el original, se incorporaron más tarde en la banda sonora de los Ys Eternal e Ys Complete.
En la entrega original de PC88/98, Adol empieza en Minea, las versiones desarrolladas para PC Engine CD-ROM y Sega Saturn incluye escenas adicionales, tales como apertura detalla la llegada de Adol a Minea. Las versiones de Microsoft Windows, desde Ys Eternal, amplían aún más sobre este y numerosos otros elementos de la historia, como el naufragio de Adol en Esteria, recuperándose en un puerto cercano a Minea, tanto a través de escenas cinemáticas y de juego adicionales. Ys Complete cambia los gráficos antiguos por los definitivos.
En Ys DS, se optaron por escenarios 3D, agregando un nuevo escenario y usando los sonidos de Ys Complete.
En Ys Chronicles, contiene los sonidos de PC98, de Ys Eternal y nuevos sonidos, eliminándose el recuadro utilizado en las versiones previas y contiene los nuevos retratos de personajes, pero también puede optar por los de Ys Complete.

## Música
Compuesta por Yuzo Koshiro, junto con Mieko Ishikawa, la banda sonora se caracteriza por sus melodías ricas en una época en que la música de videojuegos estaba empezando a progresar desde pitidos monótonos.
Varios discos de la banda sonora dedicada a la música de Ys han sido liberados por Falcom. Estos incluyen:
- Music from Ys (1987): contiene la banda sonora de la edición original de PC-8801, junto con una serie de pistas utilizadas y la sustitución de pistas utilizadas en la edición de MSX, muchos de los cuales se incorporaron más tarde en la banda sonora de Ys Eternal. También se incluyen cinco canciones ordenadas de Ryo Yonemitsu, que organizó la banda sonora de la versión TurboGrafx-16 de Ys I & II.
- Perfect Collection Ys (1990): un lanzamiento de dos discos, el primer disco de los cuales tiene un nuevo arreglo de la banda sonora de Ys por Ryo Yonemitsu. El segundo disco contiene una variedad de arreglos de canciones de ambos Ys I y II.
- Music from Ys Renewal (1995): La banda sonora completa de Ys, incluyendo los bonus tracks, reproducido en los equipos de sintetización actualizados.
- Ys & Ys II Eternal Original Sound Track (2001): Un lanzamiento de dos discos que consiste en las bandas sonoras de las nuevas versiones de Windows de Ys I y II Eternal.

| Anterior: -         | Ys (por fecha de lanzamiento) 1987 | Siguiente: Ys II: Ancient Ys Vanished - The Final Chapter |
| Anterior: -         | Ys (por sub-serie) Ys I y II       | Siguiente: Ys II: Ancient Ys Vanished - The Final Chapter |
| Anterior: Ys Origin | Ys (por orden cronológico) I       | Siguiente: Ys II: Ancient Ys Vanished - The Final Chapter |

- Datos: Q1142839